# زهرة هندي
زهرة هندي (أو هندي زهرة Hindi Zahra) (ولدت عام 1979 بمدينة خريبكة، بالمغرب) هي مغنية وممثلة فرنسية مغربية. وأغلب أغانيها باللغتين الإنجليزية والأمازيغية أو جمع بينهما كما في أغنيتها «إميك س إميك».
تأثرت هندي زهرة بالعديد من المطربين مثل الشيخة ريميتي، وتقارن أيضا بكل من بيت جيبونز من بورتيسهاد، مانوتشو، بيلي هوليداي، باتي سميث، ونورا جونز.

## السيرة
نشأت زهرة مع والدتها المغربية، في مدينة خريبكة بالمغرب. تركت المدرسة وعمرها 15 سنة وانتقلت إلى باريس عند والدها، الذي كان عضوا سابقا في الجيش. وفي سن ال 18 عملت في متحف اللوفر. وبالإضافة إلى كتابة أول كلمات وألحان لها. فزهرة هندي عصامية عازفة على ألات متعددة.
بحلول عام 2005 كانت قد كتبت 50 أغنية من بينها «بيوتفل تانغو»، «أورسول»، «ثري» و«ستاند أب» وكانت وأول أسطوانة مطولة لهندي زهرة صدرت في عام 2009 وسجلت عشر أغنيات في ألبومها الأول الذي صدر في يناير 2010 في الجاز ومن تسجيلات بلو نوت روكوردز. وقد قام بإنشاء فيديو افتتاح أغنية «بيوتف تانغو» المخرج الفرنسي توني غالتيف. وقد اختيرت أغنية «ستاند أب» لحملة تجارية من قبل ويسترن يونيون. في يونيو 2010 تعاونت مع الموسيقار الفرنسي بلونديتو على ألبومه الأول «باد باد تينغس». وفي نوفمبر 2010، فازت زهرة هندي بجائزة كونستانتين لأفضل ألبوم. ثم في فبراير عام 2011، فازت بجائزة «فيكتوار دو لا موزيك» لأفضل ألبوم لموسيقى العالم.
في عام 2014 كان لها أدوار في في كل من فيلم The Narrow Frame of Midnight لتالا حديد و The Cut لفاتح أكين.

## أعمالها الفنية

### ألبومات
- 2010: Handmade (صنع يدويا) #17 فرنسا، #58 النمسا، #22 بلجيكا (فلاندرز)، #35 بلجيكا (الونيا)، #29 السويد
- 2011: Handmade Deluxe Edition (صنع يدويا طبعة فاخرة) - (مع الأغاني غير الصادرة سابقا)

### أسطوانات مطولة
- 2009: Hindi Zahra (هندي زهرة)
- 2011: Until the Next Journey (حتى الرحلة القادمة)

### أغاني منفردة
- 2010: Beautiful Tango (بيوتفل تانغو) #9 بلجيكا (الونيا) # 85 ألمانيا
- 2010: Stand Up (انهض)
- 2010: Imik Si Mik (شيئا فشيئا)
- 2011: Fascination (سحر)

## روابط خارجية
- زهرة هندي على موقع IMDb (الإنجليزية)
- زهرة هندي على موقع ألو سيني (الفرنسية)
- زهرة هندي على موقع ميوزك برينز (الإنجليزية)
- زهرة هندي على موقع أول موفي (الإنجليزية)
- زهرة هندي على موقع أول ميوزيك (الإنجليزية)
- زهرة هندي على موقع ديسكوغز (الإنجليزية)
- زهرة هندي على موقع كينوبويسك (الروسية)
- الموقع الرسمي
- مراجعة لأسطوانة هاند ماد (Handmade) من طرف جريدة الغارديان
- أغنية «بيوتقل تانغو» على موقع يوتيوب
- أغنية «إميك سي إميك» على موقع يوتيوب